# Janiodes nigropuncta
Janiodes nigropuncta är en fjärilsart som beskrevs av Druce 1906. Janiodes nigropuncta ingår i släktet Janiodes och familjen påfågelsspinnare. Inga underarter finns listade i Catalogue of Life.